# Kabupaten Kapuas Hulu
Kabupaten Kapuas Hulu är ett kabupaten i Indonesien.   Det ligger i provinsen Kalimantan Barat, i den nordvästra delen av landet, 1 000 km nordost om huvudstaden Jakarta. Antalet invånare är 222 160.